# 许之桢

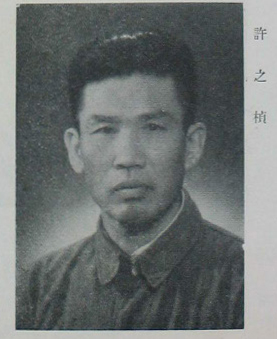
許之楨近照

许之桢（1898年—1964年），男，湖南汉寿人，中华人民共和国政治人物，曾担任中华全国总工会秘书长、书记处书记、副主席。

## 生平
1954年，当选第一届全国人民代表大会代表。